# Bernardus Arps

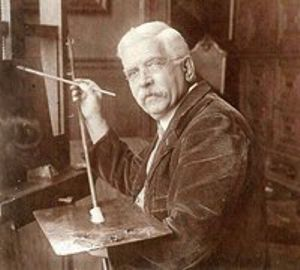
Portret van Bernardus Arps

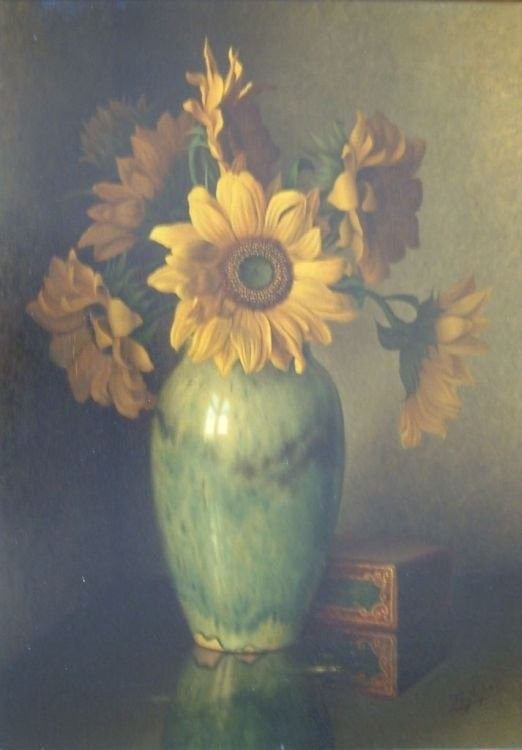
Zonnebloemen in een vaas

Bernardus Arps (Culemborg, 1 september 1865 - Oosterbeek, 26 september 1938) was een Nederlandse kunstschilder. Van de schilder zijn landschappen en portretten bekend, maar hij is voornamelijk bekend geworden om zijn stillevens.

## Levensloop
Bernardus Arps was een zoon van Bernardus (1839-1913), letterzetter, drukker en oprichter der firma (later Hofdrukkerijen) B. Arps & Zoon, en Catharina Pardij (1835-1915).
Arps was leerling van de Academie voor Beeldende Kunsten te Rotterdam, en studeerde daarna aan de Polytechnische School te Delft bij Adolf le Comte (1850-1921). 
Bernardus Arps woonde en werkte, als letterzetter in de drukkerij van zijn vader, tot 1893 in Rotterdam. Daarna verhuisde hij, in 1898, naar Arnhem en in 1899 naar Oosterbeek. In 1901 betrok hij aldaar de villa Bernanco (thans Villa Arti), aan de Jan van Embdenweg 2. De villa werd in de jaren tussen 1896 en 1900 onder invloed van de neorenaissance en de Chaletstijl gebouwd en is tot op heden als architectuurhistorisch monument goed bewaard gebleven. Van 1906 tot 1921 woonde Bernardus Arps in Den Haag, waarna hij zich definitief vestigde te Oosterbeek tot zijn dood in 1938.
Gedurende zijn loopbaan was hij lid van Arti et Amicitiae te Amsterdam en de kunstenaarskring Veluwezoom, die zich vanaf het midden van de negentiende eeuw rond het dorp Oosterbeek vormde. Enkele prominente schilders die de Veluwezoom bezochten, als Johannes Bilders, Willem Roelofs en Anton Mauve, vormden later in Den Haag de kern van de Haagse School.
Naar de schilder Arps is een straat vernoemd in Heelsum (Gelderland).

### Personalia
Arps trouwde op 25 augustus 1892 met Anna Adriana van Rossem (1863-1944), kunstschilderes, dochter van Adriaan P.J. van Rossem (1817-1883), tabaksfabrikant, lid van de firma J.& A.C. van Rossem en Anna G. van der Horst (1826-1880). Bernardus en Anna kregen twee kinderen: Jacoba (1894-1957) en Bernardus (1898-1962).

## Werk
Arps schilderde, tekende en lithografeerde onder andere portretten en landschappen, maar is voornamelijk bekend geworden om zijn precies en verfijnd uitgevoerde stillevens. Als voorstelling koos hij vaak voor bloemen of een arrangement van oud-Romeinse en/of oosterse (Indische en Japanse) kunstnijverheid.